# Per Fosser
Per Fosser, född 1945, är en norsk orienterare som blev världsmästare i stafett 1970, han blev även nordisk juniormästare i stafett 1965 och nordisk mästare i stafett 1971.